# ATP Challenger Den Haag
Der ATP Challenger Den Haag (offiziell: Den Haag Challenger) war ein Tennisturnier, das 1990 einmal in Den Haag, den Niederlanden, stattfand. Es gehörte zur ATP Challenger Tour und wurde in der Halle auf Teppich gespielt.

## Liste der Sieger

### Einzel
| Jahr | Sieger        | Finalgegner  | Ergebnis |
| ---- | ------------- | ------------ | -------- |
| 1990 | Anders Järryd | Marián Vajda | 6:1, 6:2 |

### Doppel
| Jahr | Sieger                         | Finalgegner                      | Ergebnis |
| ---- | ------------------------------ | -------------------------------- | -------- |
| 1990 | Michiel Schapers Jan Siemerink | Alexander Mronz Andrei Olchowski | 6:3, 7:5 |